# Baryconus bakeri
Baryconus bakeri är en stekelart som först beskrevs av Jean-Jacques Kieffer 1908.  Baryconus bakeri ingår i släktet Baryconus och familjen Scelionidae. Inga underarter finns listade.